# Rowena (Oregon)
Rowena az Amerikai Egyesült Államok északnyugati részén, Oregon állam Wasco megyéjében, a U.S. Route 30 mentén elhelyezkedő statisztikai település. A 2020. évi népszámlálási adatok alapján 192 lakosa van.
Nevének eredete vitatott. Névadója két forrás szerint H. S. Rowe vasúti tisztviselő, egy harmadik szerint viszont egy Rowena nevű lány. Lehetséges, hogy az elnevezés Walter Scott Ivanhoe című regényéből származik.
A Washington állambeli Lyle irányába egykor komp közlekedett. A közelben található a The Nature Conservancy tájvédelmi körzete.

## Népesség
A település népességének változása:

| 2010 | 187 |
| 2020 | 192 |

## Fordítás
- Ez a szócikk részben vagy egészben  a   Rowena, Oregon című angol Wikipédia-szócikk ezen változatának fordításán alapul.  Az eredeti cikk szerkesztőit annak laptörténete sorolja fel. Ez a jelzés csupán a megfogalmazás eredetét és a szerzői jogokat jelzi, nem szolgál a cikkben szereplő információk forrásmegjelöléseként.